# Pakistanische Cricket-Nationalmannschaft in Südafrika in der Saison 2012/13
Die Tour der pakistanischen Cricket-Nationalmannschaft nach Südafrika in der Saison 2012/13 fand vom 1. Februar bis zum 24. März 2013 statt. Die internationale Cricket-Tour war Bestandteil der Internationalen Cricket-Saison 2012/13 und umfasste drei Tests, fünf ODIs und zwei Twenty20s. Südafrika gewann die Test-Serie 3–0 und die ODI-Serie 3–2, während Pakistan die Twenty20-Serie 1–0 für sich entscheiden konnte.

## Vorgeschichte
Südafrika bestritt zuletzt eine Tour gegen Neuseeland, Pakistan in Indien. Die letzte Tour der beiden Mannschaften gegeneinander fand in der Saison 2010/11 in den Vereinigten Arabischen Emiraten statt.

## Stadien
Die folgenden Stadien wurden für die Tour als Austragungsort vorgesehen und am 5. Juni 2012 festgelegt.
| Stadt        | Stadion                  | Kapazität | Spiele                  |
| ------------ | ------------------------ | --------- | ----------------------- |
| Benoni       | Willowmoore Park         | 20.000    | 5. ODI                  |
| Bloemfontein | Chevrolet Park           | 20.000    | 1. ODI                  |
| Centurion    | Centurion Park           | 22.000    | 3. Test; 2. ODI; 2. T20 |
| Durban       | Sahara Stadium Kingsmead | 25.000    | 4. ODI; 1. T20          |
| Kapstadt     | Newlands Cricket Ground  | 25.000    | 2. Test                 |
| Johannesburg | Wanderers Stadium        | 34.000    | 1. Test; 3. ODI         |

## Kaderlisten
Pakistan benannte seinen Test-Kader am 11. Januar, und seine ODI- und Twenty20-Kader am 20. Februar 2013.
Südafrika benannte seinen Test-Kader am 20. Januar und seine ODI- und Twenty20-Kader am 20. Februar 2013.
| Test | Test | ODI | ODI | Twenty20 | Twenty20 |
| Pakistan | Südafrika | Pakistan | Südafrika | Pakistan | Südafrika |
| --- | --- | --- | --- | --- | --- |
| - Misbah-ul-Haq (K) - Abdur Rehman - Asad Shafiq - Azhar Ali - Ehsan Adil - Faisal Iqbal - Haris Sohail - Imran Farhat - Junaid Khan - Mohammad Hafeez - Mohammad Irfan - Nasir Jamshed - Rahat Ali - Saeed Ajmal - Sarfaraz Ahmed (wk) - Tanvir Ahmed - Taufeeq Umar - Umar Gul - Younis Khan | - Graeme Smith (K) - Kyle Abbott - Hashim Amla - AB de Villiers (wk) - Dean Elgar - Jacques Kallis - Rory Kleinveldt - Morne Morkel - Alviro Petersen - Robin Peterson - Vernon Philander - Faf du Plessis - Jacques Rudolph - Dale Steyn - Imran Tahir | - Mohammad Hafeez (K) - Ahmed Shehzad - Asad Ali - Junaid Khan - Kamran Akmal (wk) - Mohammad Irfan - Nasir Jamshed - Saeed Ajmal - Shahid Afridi - Shoaib Malik - Umar Akmal - Umar Amin - Umar Gul - Wahab Riaz - Zulfiqar Babar | - Faf du Plessis (K) - Kyle Abbott - Farhaan Behardien - Henry Davids - Quinton de Kock (wk) - AB de Villiers - Rory Kleinveldt - Ryan McLaren - David Miller - Chris Morris - Justin Ontong - Robin Peterson - Aaron Phangiso - Lonwabo Tsotsobe | - Misbah-ul-Haq (K) - Abdur Rehman - Asad Shafiq - Imran Farhat - Junaid Khan - Kamran Akmal (wk) - Mohammad Hafeez - Mohammad Irfan - Nasir Jamshed - Saeed Ajmal - Shahid Afridi - Shoaib Malik - Umar Akmal - Umar Gul - Wahab Riaz - Younis Khan | - AB de Villiers (K & wk) - Kyle Abbott - Hashim Amla - Farhaan Behardien - Faf du Plessis - Colin Ingram - Rory Kleinveldt - Ryan McLaren - David Miller - Morne Morkel - Robin Peterson - Aaron Phangiso - Graeme Smith - Dale Steyn - Lonwabo Tsotsobe |

## Tour Matches
| 25. – 28. Januar Scorecard | East London | Pakistanis 329 (102.3) & 250-9d (84.4) | – | SA Invitational XI 257 (76.5) & 190-5 (50) |
|                            |             | Remis                                  |   |                                            |

| 10. – 11. Februar Scorecard | Kapstadt | Emerging Cape Cobras 156 (58.5) & 78 (29) | – | Pakistanis 176-6d (50) & 126-1 (43) |
|                             |          | Pakistanis gewinnt mit 10 Wickets         |   |                                     |

| 6. März Scorecard | Kimberley | SA Invitational XI 266-8 (50)   | – | Pakistanis 270-9 (49.4) |
|                   |           | Pakistanis gewinnt mit 1 Wicket |   |                         |

## Tests

### Erster Test in Johannesburg
| 1. – 4. Februar Scorecard | Johannesburg | Südafrika 253 (85.2) & 273-3d (62) | – | Pakistan 49 (29.1) & 268 (100.4) |
|                           |              | Südafrika gewinnt mit 211 Runs     |   |                                  |

### Zweiter Test in Kapstadt
| 14. – 17. Februar Scorecard | Kapstadt | Pakistan 338 (116.2) & 169 (75.3) | – | Südafrika 326 (102.1) & 185-6 (43.1) |
|                             |          | Südafrika gewinnt mit 4 Wickets   |   |                                      |

### Dritter Test in Centurion
| 22. – 24. Februar Scorecard | Centurion | Südafrika 409 (103.2) & 235 (78)                | – | Pakistan 156 (46.4) |
|                             |           | Südafrika gewinnt mit einem Innings und 18 Runs |   |                     |

## Twenty20 Internationals

### Erstes Twenty20 in Durban
| 1. März Scorecard | Durban | Südafrika      | – | Pakistan |
|                   |        | Spiel abgesagt |   |          |

### Zweites Twenty20 in Centurion
| 3. März Scorecard | Centurion | Pakistan 195-7 (20)          | – | Südafrika 100 (12.2) |
|                   |           | Pakistan gewinnt mit 95 Runs |   |                      |

## One-Day Internationals

### Erstes ODI in Bloemfontein
| 10. März Scorecard | Bloemfontein | Südafrika 315-4 (50)           | – | Pakistan 190 (36.2) |
|                    |              | Südafrika gewinnt mit 125 Runs |   |                     |

### Zweites ODI in Centurion
| 15. März Scorecard | Centurion | Südafrika 191 (43.2/44)                     | – | Pakistan 192-4 (39.2/44) |
|                    |           | Pakistan gewinnt mit 6 Wickets (D/L method) |   |                          |

### Drittes ODI in Johannesburg
| 17. März Scorecard | Johannesburg | Südafrika 343-5 (50)          | – | Pakistan 309 (48.1) |
|                    |              | Südafrika gewinnt mit 34 Runs |   |                     |

### Viertes ODI in Durban
| 21. März Scorecard | Durban | Südafrika 234-9 (50)           | – | Pakistan 236-7 (48.4) |
|                    |        | Pakistan gewinnt mit 3 Wickets |   |                       |

### Fünftes ODI in Benoni
| 24. März Scorecard | Benoni | Pakistan 205 (49.1)             | – | Südafrika 208-4 (44) |
|                    |        | Südafrika gewinnt mit 6 Wickets |   |                      |

## Statistiken
Die folgenden Cricketstatistiken wurden bei dieser Tour erzielt.
| Tests            | Tests      | Tests   | Tests   | Tests   | Tests   | Tests   | Tests   | Tests   |
| Batting          | Batting    | Batting | Batting | Batting | Batting | Batting | Batting | Batting |
| Spieler          | Mannschaft | Spiele  | Innings | Runs    | Average | HS      | 100s    | 50s     |
| ---------------- | ---------- | ------- | ------- | ------- | ------- | ------- | ------- | ------- |
| AB de Villiers   | Südafrika  | 3       | 5       | 352     | 88,00   | 121     | 2       | 1       |
| Hashim Amla      | Südafrika  | 3       | 5       | 286     | 71,50   | 92      | 0       | 3       |
| Asad Shafiq      | Pakistan   | 3       | 6       | 199     | 33,16   | 111     | 1       | 1       |
| Younis Khan      | Pakistan   | 3       | 6       | 184     | 30,66   | 111     | 1       | 0       |
| Misbah-ul-Haq    | Pakistan   | 3       | 6       | 135     | 22,50   | 64      | 0       | 1       |
| Bowling          |            |         |         |         |         |         |         |         |
| Spieler          | Mannschaft | Spiele  | Overs   | Wickets | Average | BBI     | 5W      | 10W     |
| Dale Steyn       | Südafrika  | 3       | 115.2   | 20      | 12,90   | 6/8     | 2       | 1       |
| Vernon Philander | Südafrika  | 3       | 101     | 15      | 15,80   | 5/59    | 1       | 0       |
| Saeed Ajmal      | Pakistan   | 3       | 130.1   | 11      | 33,18   | 6/96    | 1       | 1       |
| Kyle Abbott      | Südafrika  | 1       | 28.4    | 9       | 7,55    | 7/29    | 1       | 0       |
| Rahat Ali        | Pakistan   | 2       | 52.2    | 6       | 37,83   | 6/127   | 1       | 0       |
| Robin Peterson   | Südafrika  | 3       | 73.2    | 6       | 38,16   | 3/73    | 0       | 0       |

| ODIs              | ODIs       | ODIs    | ODIs    | ODIs    | ODIs    | ODIs    | ODIs    | ODIs    |
| Batting           | Batting    | Batting | Batting | Batting | Batting | Batting | Batting | Batting |
| Spieler           | Mannschaft | Spiele  | Innings | Runs    | Average | HS      | 100s    | 50s     |
| ----------------- | ---------- | ------- | ------- | ------- | ------- | ------- | ------- | ------- |
| AB de Villiers    | Südafrika  | 5       | 5       | 367     | 91,75   | 128     | 1       | 3       |
| Misbah-ul-Haq     | Pakistan   | 5       | 5       | 227     | 56,75   | 80      | 0       | 2       |
| Hashim Amla       | Südafrika  | 5       | 5       | 204     | 40,80   | 122     | 1       | 0       |
| Colin Ingram      | Südafrika  | 5       | 5       | 137     | 34,25   | 105*    | 1       | 0       |
| Farhaan Behardien | Südafrika  | 5       | 5       | 134     | 44,66   | 58      | 0       | 1       |
| Bowling           |            |         |         |         |         |         |         |         |
| Spieler           | Mannschaft | Spiele  | Overs   | Wickets | Average | BBI     | 5W      | 10W     |
| Mohammad Irfan    | Pakistan   | 4       | 33      | 11      | 13,72   | 4/33    | 0       | 0       |
| Ryan McLaren      | Südafrika  | 5       | 42      | 10      | 18,70   | 3/19    | 0       | 0       |
| Saeed Ajmal       | Pakistan   | 5       | 48.2    | 8       | 26,75   | 3/42    | 0       | 0       |
| Junaid Khan       | Pakistan   | 5       | 41      | 7       | 29,28   | 3/45    | 0       | 0       |
| Robin Peterson    | Südafrika  | 5       | 43      | 7       | 35,28   | 2/46    | 0       | 0       |

| Twenty20         | Twenty20   | Twenty20 | Twenty20 | Twenty20 | Twenty20 | Twenty20 | Twenty20 | Twenty20 |
| Batting          | Batting    | Batting  | Batting  | Batting  | Batting  | Batting  | Batting  | Batting  |
| Spieler          | Mannschaft | Spiele   | Innings  | Runs     | Average  | HS       | 100s     | 50s      |
| ---------------- | ---------- | -------- | -------- | -------- | -------- | -------- | -------- | -------- |
| Mohammad Hafeez  | Pakistan   | 1        | 1        | 86       | 86,00    | 86       | 0        | 1        |
| Ahmed Shehzad    | Pakistan   | 1        | 1        | 46       | 46,00    | 46       | 0        | 0        |
| AB de Villiers   | Südafrika  | 1        | 1        | 36       | 36,00    | 36       | 0        | 0        |
| Rory Kleinveldt  | Südafrika  | 1        | 1        | 22       | 22,00    | 22       | 0        | 0        |
| Shahid Afridi    | Pakistan   | 1        | 1        | 19       |          | 19*      | 0        | 0        |
| Bowling          |            |          |          |          |          |          |          |          |
| Spieler          | Mannschaft | Spiele   | Overs    | Wickets  | Average  | BBI      | 5W       | 10W      |
| Umar Gul         | Pakistan   | 1        | 2.2      | 5        | 1,20     | 5/6      | 1        | 0        |
| Mohammad Hafeez  | Pakistan   | 1        | 3        | 3        | 8,33     | 3/25     | 0        | 0        |
| Rory Kleinveldt  | Südafrika  | 1        | 4        | 2        | 13,50    | 2/27     | 0        | 0        |
| Chris Morris     | Südafrika  | 1        | 4        | 2        | 17,50    | 2/35     | 0        | 0        |
| Junaid Khan      | Pakistan   | 1        | 2        | 1        | 22,00    | 1/22     | 0        | 0        |
| Mohammad Irfan   | Pakistan   | 1        | 3        | 1        | 27,00    | 1/27     | 0        | 0        |
| Lonwabo Tsotsobe | Südafrika  | 1        | 4        | 1        | 28,00    | 1/28     | 0        | 0        |
| Kyle Abbott      | Südafrika  | 1        | 4        | 1        | 41,00    | 1/41     | 0        | 0        |

## Player of the Series
Als Player of the Series wurden die folgenden Spieler ausgezeichnet.
| Serie | Player of the Series |
| ----- | -------------------- |
| Test  | AB de Villiers       |
| ODI   | AB de Villiers       |

### Player of the Match
Als Player of the Match wurden die folgenden Spieler ausgezeichnet.
| Spiel   | Player of the Match        |
| ------- | -------------------------- |
| 1. Test | Dale Steyn                 |
| 2. Test | Robin Peterson             |
| 3. Test | Kyle Abbott                |
| 2. T20  | Mohammad Hafeez            |
| 1. ODI  | Colin Ingram               |
| 2. ODI  | Mohammad Irfan             |
| 3. ODI  | Hashim Amla AB de Villiers |
| 4. ODI  | Misbah-ul-Haq              |
| 5. ODI  | AB de Villiers             |